# Skarpa (geotechnika)
Skarpa – spadzista ściana obiektów sztucznych lub naturalnych, np. brzegów rzek. 
W geotechnice skarpa to nachylona ściana wykopu lub nasypu, ukształtowana w sposób sztuczny. 
W hydromorfologii skarpa to naturalna lub przekształcona część brzegu. Skarpa to część koryta rzeki kształtująca się pomiędzy lustrem wody a krawędzią brzegu. Koryto bywa definiowane jako przestrzeń pomiędzy szczytami skarp lewego i prawego brzegu. Jej szczyt to miejsce, w którym pochyła część brzegu załamuje się i wyrównuje z płaszczyzną poziomą, przechodząc w taras zalewowy. Tak definiowana skarpa nie ma górnej krawędzi w dolinie wciosowej. W takim przypadku niektórzy za szczyt skarpy przyjmują poziom sięgania wysokiej wody. Czasem skarpa ma formę schodkową. Kiedy skarpa ma kąt nachylenia poniżej 45° mówi się o brzegu łagodnym, a w przeciwnym przypadku o stromym. W innym podziale wyróżnia się skarpę lekko nachyloną (do 30°), nachyloną (30°–75°), bliską pionu (od 75°), a także podciętą. W jeziorach strefa brzegowa może się składać ze skarpy i pobrzeża, czyli plaży, od którego skarpa wyodrębnia się przegięciem stoku u podnóża. Od góry skarpa graniczy ze strefą przybrzeżną.